# Alcoutim
Alcoutim ist eine Kleinstadt (Vila) und ein Kreis (Concelho) mit 2523 Einwohnern (Stand 19. April 2021) in Portugal, im Distrikt Faro. Sie liegt im äußersten Nordosten der Algarve am Grenzfluss Guadiana.

## Geschichte
Grabstätten (port.: Antas) wie die Tholos do Cerro do Malhanito, die Menhire von Lavajo oder die Anta do Malhão belegen eine vorgeschichtliche Besiedlung. Schon zur ausgehenden Jungsteinzeit, in der Kupferzeit und in der Bronzezeit wurden von dort Kupfer, Eisen und Mangan verschifft – Erze, die in der Umgebung gefördert wurden. Die Schiffe auf dem Guadiana mussten wegen der Auswirkungen der Gezeiten auf dem Fluss in Höhe Alcoutim warten, um bei Flut weiter stromabwärts fahren zu können – sicherlich ein Grund, warum gerade an dieser Stelle eine Ortschaft entstanden ist.
Ab dem 2. Jahrhundert v. Chr. eroberten die Römer die Iberische Halbinsel. Aus dieser Zeit als Ort der Provinz Lusitania sind der Staudamm „Barragem Romana de Álamo“ und die Villa rustica „Montinho das Laranjeiras“ erhalten geblieben. Auf die Römer folgten die Westgoten, die Reste ihrer Kirche finden sich an der Villa.
Der Name Alcoutim stammt aus dem Arabischen القطامي (Al-Qutami), was auf Deutsch „der Wanderfalke“ bedeutet. Im Zuge ihrer Landnahme ab 711 unterwarfen die Mauren auch die Gegend von Alcoutim. Sie errichteten die arabische Festung von Alcoutim, heute Castelo Velho (Alte Burg) genannt. Zudem sind Reste islamischer Landhäuser nahe der alten römischen Villa gefunden worden. Im Verlauf der Reconquista fiel Alcoutim 1240 an Portugal.
König D.Dinis gab Alcoutim 1304 Stadtrechte und ließ die Burg neu errichten, um den strategisch wichtigen, grenznah am Guadiana gelegenen Ort zu sichern. Wegen dieser Grenzlage war Alcoutim von ständigen kriegerischen Auseinandersetzungen mit dem benachbarten Königreich Kastilien betroffen. 1371 wurde der Friedensvertrag von Alcoutim geschlossen, mit dem der erste Krieg zwischen Ferdinand I. von Portugal und Kastilien endete. Im Zusammenhang mit dem Restaurationskrieg im 17. Jahrhundert wurden die Festungsanlagen in Alcoutim verstärkt.

## Kultur und Sehenswürdigkeiten
Alcoutim ist bekannt für sein Kunsthandwerk, insbesondere für seine Stickereien, Wollteppiche im Arraiolos-Stil, Korbwaren und Töpfereien. Seit einiger Zeit sind die Jutepuppen mit Darstellungen typischer Figuren der Region, und die kunstvollen Gebinde aus Maisstroh bekannt geworden.
U.a. können archäologische Ausgrabungsstellen verschiedener Epochen, einige Sakralbauten (Anta do Curral da Castelhana, Cerro do Malhanito) und Festungsanlagen besichtigt werden. 
Die wichtigsten Sehenswürdigkeiten der Stadt sind:
- Ermida de Nossa Senhora da Conceição – Kirche aus dem 16. Jh., im 18. Jh. rekonstruiert, beeindruckende Barocktreppe
- Casa dos Conde – altes Herrenhaus in der Innenstadt in der Rua 1.de Maio, beherbergt heute die Stadtbücherei
- Igreja Matriz – die Hauptkirche der Stadt, erbaut 1538 bis 1554, beachtenswert das Renaissanceportal, über dem Portal angebracht das Wappen der Grafen von Vila Real und Alcoutim.
- Castelo de Alcoutim – Das Kastell, die Hauptsehenswürdigkeit des Ortes, wurde im 14. Jh. als Grenzverteidigung gebaut. Im 17. Jh. erfolgten Ausbauten für die Artillerie, erst 1878 endete die militärische Nutzung. Bevor die Burg 1973 als Liegenschaft von öffentlichem Interesse eingestuft wurde, diente sie als Schlachthof. Die Anlage beherbergt das Burgmuseum, in dem Reste der alten Mauern und archäologische Funde ausgestellt sind.
- Capela de Santo António: Die kleine Kapelle beherbergt das Museum für sakrale Kunst (Núcleo Museológico de Arte Sacra de Alcoutim)
- Museu do Rio: Das Ethnografie- und Natur-Museum beschäftigt sich mit dem Fluss Guadiana, seiner Geschichte als Grenzfluss und als Betätigungsgebiet für Fischer und Schmuggler

## Verwaltung

### Kreis
Alcoutim ist Sitz eines gleichnamigen Kreises (Concelho), der im Osten an Spanien grenzt. Die Nachbarkreise sind (im Uhrzeigersinn im Norden beginnend): Mértola, Castro Marim, Tavira, Loulé sowie Almodôvar.
Mit der Gebietsreform im September 2013 wurden die Gemeinden Alcoutim und Pereiro zur neuen Gemeinden União das Freguesias de Alcoutim e Pereiro zusammengefasst, sodass nun die folgenden vier Gemeinden (Freguesias) zum Kreis Alcoutim gehören:
Die folgenden Gemeinden (Freguesias) liegen im Kreis Alcoutim:

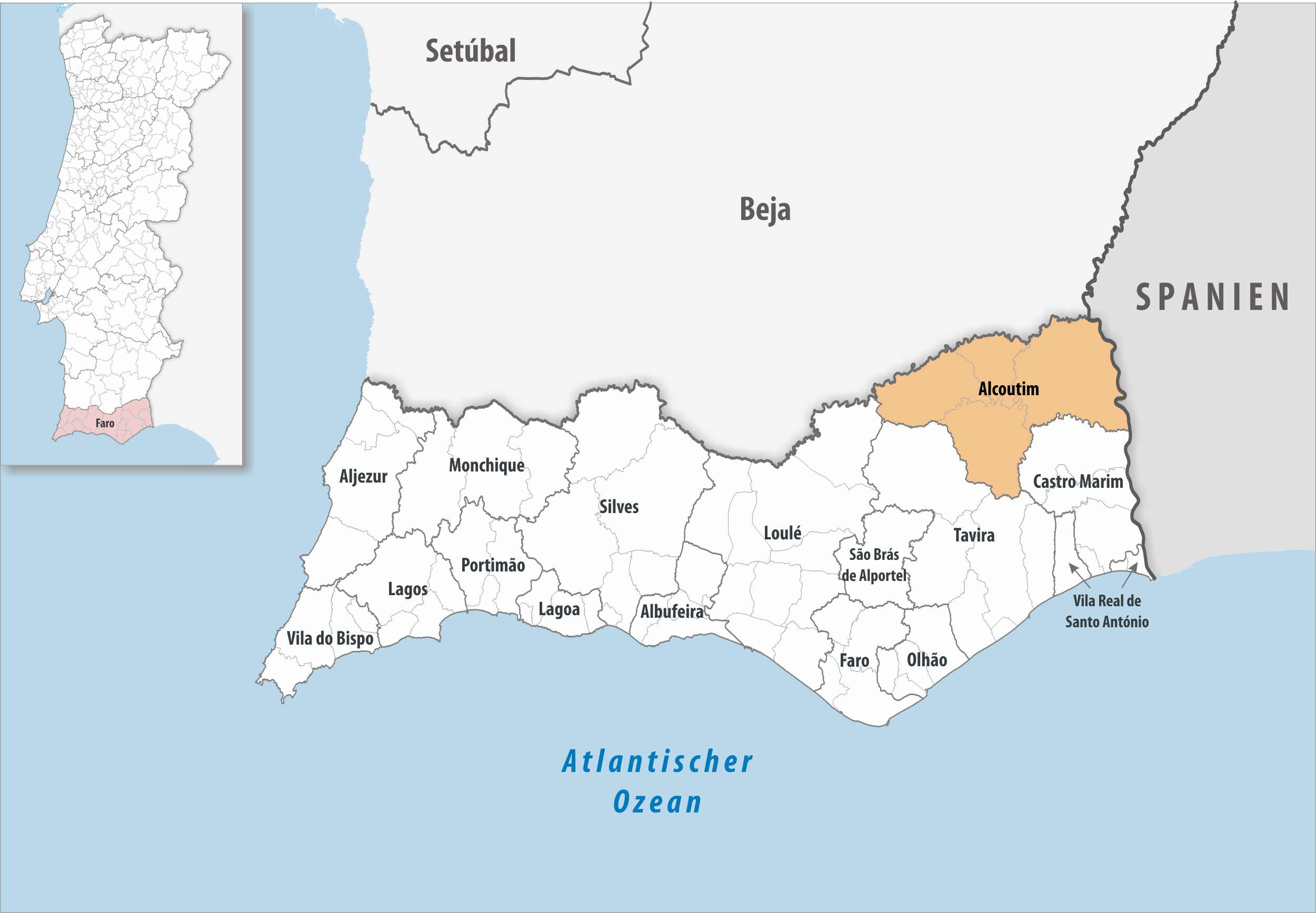
Kreis Alcoutim

| Gemeinde           | Einwohner (2021) | Fläche km² | Dichte Einw./km² | LAU- Code |
| ------------------ | ---------------- | ---------- | ---------------- | --------- |
| Alcoutim e Pereiro | 1.110            | 231,17     | 5                | 080206    |
| Giões              | 152              | 71,80      | 2                | 080202    |
| Martim Longo       | 928              | 128,45     | 7                | 080203    |
| Vaqueiros          | 333              | 143,94     | 2                | 080205    |
| Kreis Alcoutim     | 2.523            | 575,36     | 4                | 0802      |

### Bevölkerungsentwicklung
| Einwohnerzahl im Kreis Alcoutim (1801–2011) | Einwohnerzahl im Kreis Alcoutim (1801–2011) | Einwohnerzahl im Kreis Alcoutim (1801–2011) | Einwohnerzahl im Kreis Alcoutim (1801–2011) | Einwohnerzahl im Kreis Alcoutim (1801–2011) | Einwohnerzahl im Kreis Alcoutim (1801–2011) | Einwohnerzahl im Kreis Alcoutim (1801–2011) | Einwohnerzahl im Kreis Alcoutim (1801–2011) | Einwohnerzahl im Kreis Alcoutim (1801–2011) | Einwohnerzahl im Kreis Alcoutim (1801–2011) |
| ------------------------------------------- | ------------------------------------------- | ------------------------------------------- | ------------------------------------------- | ------------------------------------------- | ------------------------------------------- | ------------------------------------------- | ------------------------------------------- | ------------------------------------------- | ------------------------------------------- |
| 1801                                        | 1849                                        | 1900                                        | 1930                                        | 1960                                        | 1981                                        | 1991                                        | 2001                                        | 2011                                        |                                             |
| 7014                                        | 7045                                        | 9306                                        | 9124                                        | 9288                                        | 5262                                        | 4571                                        | 3770                                        | 2917                                        |                                             |

### Kommunaler Feiertag
- zweiter Freitag im September

### Städtepartnerschaft
- Blain[7]